# Lake Hilda
Der Lake Hilda ist ein See im Southland District der Region Southland auf der Südinsel von Neuseeland.

## Geographie
Der See befindet sich 2,45 km nordwestlich des westlichen Endes des South Fjord, eines nach Westen abgehenden Arms des Lake Te Anau. Der auf einer Höhe von 339 m liegende See besitzt mit seiner länglichen Nordnordwest-Südsüdost-Ausrichtung eine Flächenausdehnung von rund 95,1 Hektar, eine Länge von rund 2 km und eine Breite von maximal 700 m. Der Umfang des Sees beträgt rund 4,9 km.
Gespeist wird der Lake Hilda von dem 12 m höher liegenden angrenzenden See Lake Te Au, der seine Wässer über einen kurzen, rund 180 m langen Abfluss zuträgt. Die Entwässerung des Lake Hilda findet an seinem südöstlichen Ende über den 1,55 km langen Esk Burn in den McKenzie Burn statt.